# Distretto di Kiskőrös
Il distretto di Kiskőrös (in ungherese Kiskőrösi járás) è un distretto dell'Ungheria, situato nella provincia di Bács-Kiskun.